# Rodrigo Valdés
Pour les articles homonymes, voir Valdez.
Rodrigo Valdez est un boxeur colombien né le 22 décembre 1946 à Carthagène des Indes et mort le 14 mars 2017 dans cette ville.

## Carrière
Passé professionnel en 1963, il devient champion d'Amérique du Nord NABF des poids moyens en 1973 puis champion du monde WBC de la catégorie le 25 mai 1974 aux dépens de Bennie Briscoe. Valdez perd le combat de réunification des ceintures WBA & WBC face à Carlos Monzón le 26 juin 1976 ainsi que le combat revanche mais il prend sa succession lorsque l'Argentin met un terme à sa carrière en dominant à nouveau Briscoe le 5 novembre 1977. Le Colombien perd ses deux ceintures dès sa première défense face à Hugo Pastor Corro le 22 avril 1978. Il quitte les rings en 1980 sur un bilan de 63 victoires, 8 défaites et 2 matchs nuls.